# カルロス・ルイス・スペガッツィーニ

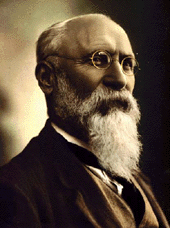
Carlos Luis Spegazzini

カルロス・ルイス・スペガッツィーニ、またはルイージ・カルロ・スペガッツイーニ（Carlos Luis Spegazzini、Luigi Carlo Spegazzini、1858年4月20日 - 1926年7月1日）はイタリア生まれで、アルゼンチンで働いた、植物学者、菌類学者である。

## 生涯
北イタリアのバーイロで生まれた。 イタリアで教育を受けた。有名な菌学者のピエール・アンドレア・サッカルドに学んで、北イタリアのキノコに関する著作を行った。1879年に、植物採集と研究のために南アメリカに渡り、ブラジルを経由し、アルゼンチンでブエノスアイレス医学科学大学の研究所の助手の仕事を得た。1881年にイタリア人、ジアコーモ・ボーヴォ（Giacomo Bove）が率いた、アルゼンチンとの共同のパタゴニアとティエラ・デル・フエゴの探検隊に参加し、1000を超える植物や菌類を発見した。ティエラ・デル・フエゴに留まり、現地住民の文化と言語を学び、後に、現地語の文法書を出版した。
1880年代に大学と州の行政機関をつくるために開かれたラプラタに1884年から住み、新設されたラプラタ国立大学の建設に携わり、自然科学、農学、科学、薬学の講義を行い、樹木園を設立した。
その後も20回を越える南米各地、アルゼンチン、チリ、ブラジル、パラグアイの調査を行い、4000を超える南米の菌類の標本を集めた。その半分近くは新種の菌類であり、世界的な評価を受ける菌学者の一人となった。菌類以外の陸上植物についても1000以上の新種を記載した。
1924年に雑誌、"Revista Argentina de Botánica"を創刊するが、4巻しか発行できなかった。
個人コレクション、書籍、研究道具を大学に寄付して、1930年に、カルロス・スペガッツイーニ植物研究所（Instituto de Botanica
Carlos Spegazzini）が設立され、研究所は現在も活動している。ラプラタ国立大学の植物博物館も1947年までスペガッツイーニの名がつけられていた。
サボテン科の分類にも貢献し、サボテン科のRebutia spegazziniana Backeb.に献名されている。

## 著作
- Fungi Fuegiani. 1888.
- Fungi Argentini. 1898.
- Flora de la provincia de Buenos Aires. 1905.
- Cactacearum Platensium Tentamen. In: Anales del Museo Nacional de Buenos Aires. 3. Folge, Band 4, 1905, S. 477–521,